# Nicolás Ruíz (Chiapas)
Pour les articles homonymes, voir Nicolás Ruíz.
Nicolás Ruíz est une municipalité du Chiapas, au Mexique. Elle couvre une superficie de 137 km2 et compte 4 262 habitants en 2015.